# Ivan Ristić
Ivan Ristić (serbisk kyrilliska: Иван Ристић), född 10 januari 1975, är en serbisk före detta fotbollsspelare. 
Hans fotbollskarriär började i FK Jedinstvo Paraćin. När han spelade i FK Jedinstvo Paraćin tecknade han med FK Vojvodina 1997, där han spelade i första ligan fram till 2001. Han värvades senare till FK Rad där han spelade 2001–02. Ristić flyttade till Ungern för att spela med Videoton FC. Säsongen 2005 flyttade han till Sverige för att spela med Södertäljelaget Syrianska FC fram till 2012.
Ivan Ristić avslutade fotbollskarriären 2011 och blev assisterande tränare för Syrianska FC 2012-2013 och AFC United 2014-2016. Han blev spelklar som assisterande tränare för Djurgårdens IF den 8 december 2016.